# Martha Rhoads Bell
Pour les articles homonymes, voir Bell.
Martha Hope Rhoads Bell (27 avril 1941 - 12 novembre 1991) est une archéologue américaine. Sa spécialité est la poterie importée mycénienne et les imitations trouvées en Égypte et en Nubie, ainsi que les interconnexions égypto-mycéniennes au Nouvel Empire et leurs implications pour la chronologie.

## Jeunesse
Martha Bell est née à Philadelphie, en Pennsylvanie, le 27 avril 1941. Elle grandit à Allentown et Center Valley, en Pennsylvanie, fille du Dr Donald Ziegler Rhoads et Elsie Teetsel Rhoads.
Le 22 septembre 1968, Martha Bell épouse Lanny Martha Bell, un égyptologue de l'Oriental Institute.

## Carrière
Elle fréquente le Cedar Crest College à Allentown (1959-1961) et obtient sa licence en histoire ancienne au Barnard College. Pendant ses études au Cedar Crest College, l'un de ses professeurs, Burr C. Brundage, initie Martha à l'égyptologie. À Barnard, le mentor de Martha est Morton Smith.
Elle suit des études supérieures à l'université de Pennsylvanie de 1963 à 1968. En 1966 et 1967, elle travaille à l'American School of Classical Studies à Athènes, visitant de nombreux sites en Grèce et en Crète. Au départ, elle est attirée par l'étude de la religion minoenne. À la fin de l'année 1967, elle rejoint les fouilles de l'université de Pennsylvanie à Gordion sous la direction de Rodney Young, qui est une figure influente pour Martha pendant ses études.
Son mari Lanny commence à travailler sur les tombes ramessides de Dra Abu el-Naga sur la rive ouest de Louxor, où elle travaille comme archéologue en chef pour cette expédition, participant aux trois saisons (1970, 72 et 74). En 1977, elle codirige l'enquête épigraphique de l'université de Chicago, basée à la Chicago House à Louxor, que son mari a dirigée. La Chicago House est une grande installation, avec un personnel professionnel et d'installation important. Pendant les douze années de la résidence des Bell à Louxor, Martha Bell effectue ses propres recherches, visitant de nombreux sites et musées, et participant aux fouilles de Barry Kemp en 1982 sur le site de la ville de l'ancienne Akhetaten, à Tell el-Amarna.
Le professeure d'archéologie égyptienne de Pennsylvanie, David O'Connor, a présenté Martha Bell à Robert Merrillees, dont le livre The Cypriote Bronze Age Pottery found in Egypt l'incite à examiner la gamme de poteries mycéniennes trouvées sur les sites de l'Égypte ancienne. Elle recueille des données sur de nombreux objets mycéniens nouveaux et inconnus, tant en Égypte que dans des collections européennes, et rassemble des données pour un catalogue de la poterie mycénienne au Musée du Caire. Elle développe une compréhension approfondie des interrelations entre l'âge du bronze tardif mycénien et le Nouvel Empire égyptien. Un objectif important est d'aider à élucider la datation de la poterie de l'Hellade tardive, en constatant que la transition de LH IIIA à LH IIIB se situe dans la 19e dynastie, plutôt que plus tôt comme on le pensait auparavant.
Elle obtient son doctorat en archéologie classique à l'université de Pennsylvanie le 21 mai 1991. Le titre de sa thèse est "The Tutankhamun Burnt Group from Gurob, Egypt : Bases for the Absolute Chronology of LH III A and B.". Elle se concentre sur une nouvelle datation des découvertes à Gurob, un site dont la chronologie est en pagaille mais auquel les égéistes ont accordé une grande confiance. En 1991, Martha obtient une bourse de l'American Philosophical Society, afin de poursuivre ses recherches.

## Décès
Quelques mois après avoir obtenu son doctorat, Martha Bell est tuée dans un accident de voiture dans le New Jersey, le 12 novembre 1991.

## Articles
- The Tutankhamun Burnt Group from Gurob, Egypt: Bases for the absolute chronology of LH III A and B http://repository.upenn.edu/dissertations/AAI9125590/
- An Armchair Excavation of KV 55, Journal of the American Research Center in Egypt 27 (1990) : 97-137
- A Hittite Pendant from Amarna, American Journal of Archaeology 90 (1986) : 145-51